# Накасима, Сихо
Сихо Накасима (яп. 中島 志保, род. 12 августа 1978) — японская сноубордистка, выступавшая в хафпайпе.
Накасима стала участвовать в международных соревнованиях с января 2003 года, и уже в марте приняла участие в кубке мира на этапе в Саппоро. Вскоре она заняла второе место на чемпионате страны. После этого она несколько раз входила в десятку на этапах кубка мира и 10 декабря 2005 года в Уистлере одержала первую победу. В том же сезоне она дважды занимала третье место и смогла отобраться на зимние Олимпийские игры 2006 в Турине. На них она стала пятой в квалификации, но в финала заняла девятое место.
В следующих двух сезонах Накасима участвовала только в семи этапах и только один раз занимала призовое место. В кубке мира 2008—2009 она выиграла первый этап, заняла второе место в следующем и последнем, и в итоге заняла второе место в зачёте по хафпайпу и 16-е в общем.
Накасима принимала участие в трёх чемпионатах мира (2005, 2007, 2009), в 2007 году в Швейцарии заняла 4-е место в хафпайпе.
Завершила карьеру в 2010 году.

## Призовые места на этапах кубка мира

### 1-е место
- 10 декабря 2005, Уистлер, Канада
- 7 сентября 2008, Кардона, Новая Зеландия

### 2-е место
- 31 октября 2008, Сас-Фе, Швейцария
- 20 февраля 2009, Стоунем[англ.], Канада

### 3-е место
- 9 января 2006, Крайшберг, Австрия
- 18 марта 2006, Фурано, Япония
- 18 февраля 2007, Фурано, Япония

## Зачёт кубка мира

### Общий зачёт
- 2005/06 — 15-е место (3080 очков)
- 2006/07 — 27-е место (1820 очков)
- 2007/08 — 58-е место (1110 очков)
- 2008/09 — 16-е место (3320 очков)

### Зачёт по хафпайпу
- 2002/03 — 39-е место (390 очков)
- 2003/04 — 20-е место (1240 очков)
- 2004/05 — 6-е место (1940 очков)
- 2005/06 — 4-е место (3080 очков)
- 2006/07 — 6-е место (1820 очков)
- 2007/08 — 18-е место (1110 очков)
- 2008/09 — 2-е место (3320 очков)